# Uitwendige afgeleide
In differentiaalmeetkunde, een deelgebied van de wiskunde, breidt de uitwendige afgeleide het concept van de differentiaal van een functie, dat een 1-vorm is, uit naar differentiaalvormen van een hogere graad. De huidige vorm van de uitwendige afgeleide werd geformuleerd door Élie Cartan.